# Jamiat Ulema-e-Islam
Pour les articles homonymes, voir JUI.

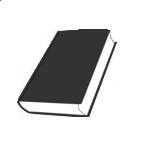
Symbole électoral du parti.

Drapeau du parti.

La Jamiat Ulema-e-Islam (F) ou sous l'acronyme JUI-F (en ourdou : جمیعت علمائے اسلام ; littéralement l'« Assemblée du clergé islamique ») est un parti politique islamiste pakistanais. Établi sous le nom de Jamiat Ulema-e-Islam en 1945, il est le résultat d'une scission de factions en 1988, « F » représentant le nom de son chef, Fazal-ur-Rehman. Il est l'un des plus importants partis religieux du pays et a été membre de l'alliance islamiste Muttahida Majlis-e-Amal.
La Jamiat Ulema-e-Islam est en fait divisée en trois branches, dont la JUI-F est la plus importante. Les deux autres partis portant ce nom sont la JUI-S, dirigée par Sami-ul-Haq et la JUI-N dirigée par Asmatullah Khan, toutes deux marginales.

## Idéologie
La Jamiat Ulema-e-Islam (F) est un mouvement d’obédience deobandi. Il se pose en défenseur de la loi islamique et en faveur d'un « État islamique pur ».
Ses principaux fiefs électoraux sont la province de Khyber Pakhtunkhwa, et le nord du Baloutchistan.

## Historique

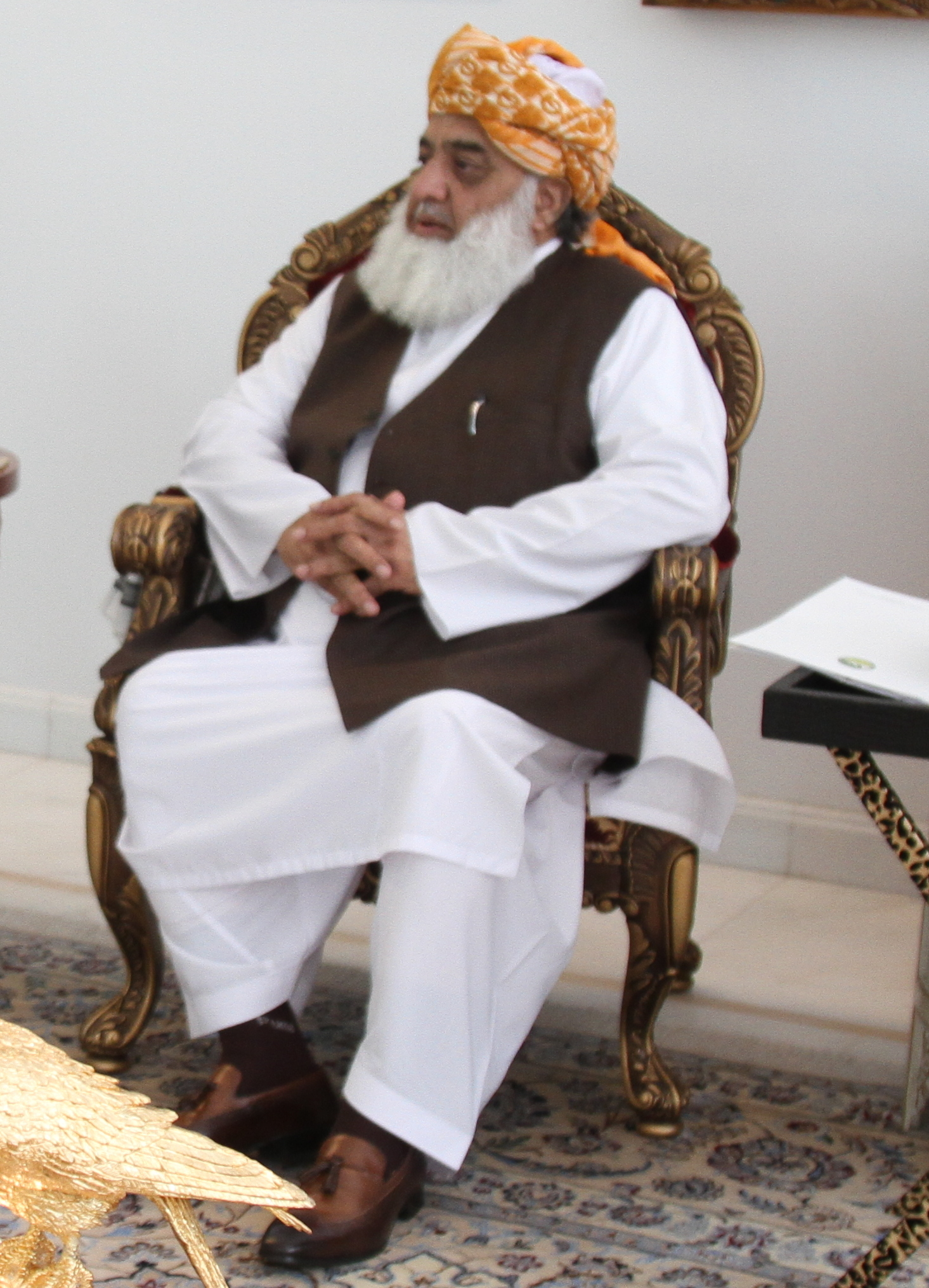
Le dirigeant du parti Fazal-ur-Rehman.

Le mouvement a été fondé en 1945 par Shabbir Ahmad Usmani. Il s'est divisé en plusieurs factions durant les années 1980, ses dirigeants s'opposant à la suite du coup d'État de Muhammad Zia-ul-Haq. La JUI-F se place dans l'opposition face au président et rejoint le Mouvement pour la restauration de la démocratie mené par le Parti du peuple pakistanais, et restera un allié de celui-ci durant les années 1990.
À la suite des élections législatives de 2002, la JUI-F remporte, au sein de l'alliance Muttahida Majlis-e-Amal, un grand nombre de sièges alors que cette dernière devient la troisième force du pays. Le parti dirige en coalition la province du nord-ouest, de Khyber Pakhtunkhwa, et forme une coalition avec le président Pervez Musharraf, mais rompt cette alliance quelques années plus tard pour dénoncer l'alliance avec les États-Unis.
Lors des élections législatives de 2008, la Jamiat Ulema-e-Islam (F) est l’unique composante de l’alliance Muttahida Majlis-e-Amal à ne pas boycotter le scrutin, ce qui rompt l'alliance. Le parti a remporté sept sièges et est entré dans la coalition gouvernementale dominée par le Parti du peuple pakistanais (PPP). Elle a quitté la coalition en décembre 2010 après un conflit avec le PPP.
Avec les élections législatives de 2013, la JUI-F renforce sa position à l'Assemblée nationale en remportant 15 sièges, la meilleure performance du parti sans alliance. Il forme ensuite une coalition avec la Ligue musulmane du Pakistan (N) de Nawaz Sharif, qui arrive en tête.
Lors des élections législatives de 2018, la JUI-F participe à l'alliance Muttahida Majlis-e-Amal reformée pour la première fois depuis son succès de 2002, mais ne réussit pas à réitérer l'exploit avec seulement 4,8 % des voix alors que Fazal-ur-Rehman perd son siège de député. Rehman se fait alors remarquer comme un opposant virulent au Premier ministre Imran Khan et devient en 2020 président du Mouvement démocratique pakistanais, visant à réunir l'opposition avec la Jamiat comme membre.
Le 30 juillet 2023, dans le nord-ouest du Pakistan, un attentat revendiqué par le groupe État islamique lors d'un meeting politique de Jamiat Ulema-e-Islam, allié clef de la coalition gouvernementale, fait au moins 56 morts,.

## Tableau récapitulatif des scrutins
| Année | Votes     | % (votes) | % (sièges) | Députés  | Rang | Position                                             |
| ----- | --------- | --------- | ---------- | -------- | ---- | ---------------------------------------------------- |
| 1988  | 360 526   | 1,8       | 3,4        | 7 / 207  | 5e   | Coalition avec le PPP                                |
| 1990  | 622 214   | 2,9       | 2,9        | 6 / 207  | 4e   | Opposition                                           |
| 1993  | 645 278   | 3,2       | 2,9        | 3 / 207  |      | Coalition avec le PPP                                |
| 1997  | 325 910   | 1,7       | 1,0        | 2 / 207  | 7e   | Opposition                                           |
| 2002  | 3 349 436 | 11,3      | 18,4       | 63 / 342 | 4e   | Coalition puis opposition                            |
| 2008  | 772 798   | 2,2       | 2,0        | 7 / 342  | 4e   | Coalition avec le PPP                                |
| 2013  | 1 461 371 | 3,2       | 4,4        | 15 / 342 | 5e   | Coalition avec la LMP-N                              |
| 2018  | 2 541 520 | 4,8       | 4,4        | 14 / 342 | 4e   | Opposition (2018-2022), Shehbaz Sharif I (2022-2023) |
| 2024  | 2 163 160 | 3,65      |            | 9 / 336  | 5e   | Opposition                                           |